# Петроджаз
«Петроджаз» — один из крупнейших международных джазовых фестивалей Санкт-Петербурга. Проводится под открытым небом ежегодно с 2003 года. В 2015 году стал первым российским джаз-фестивалем, состоявшимся вне России. Директор фестиваля — Иннокентий Волкоморов (с 2005 года).

## История
У истоков фестиваля стояли Иннокентий и Юлия Волкоморовы. Формат проведения фестиваля был выбран наподобие основных европейских «опен-эйров», таких как финский Pori Jazz или голландский North Sea.
Фестиваль появился в 2003 году под названием «Международный Петропавловский фестиваль джазовой музыки», позже сменил его на «Jazz Q». В 2007 году после небольшого перерыва фестиваль был возобновлен под именем текущим именем «Петроджаз» и с новой концепцией, одна из основных задач в которой — сделать джаз доступным для всех.
Первые 11 лет фестиваль проводился в Петропавловской крепости, а с 2015 года переместился на одну из центральных площадей Санкт-Петербурга — площадь Островского на территорию около Екатерининского сада.
В своей деятельности фестиваль опирался на доходы от продажи билетов и поддержку спонсоров. С 2014 года «Петроджаз» проводится при поддержке Комитета по культуре Санкт-Петербурга, что позволило сделать вход на концерты бесплатным.
Изначально на фестиваль приглашались в основном иностранные артисты. Сейчас на «Петроджазе» выступают джазмены из России, Европы и США.
В 2015 году фестиваль проводился вне России. Он состоялся в столице Эстонии. В центре Таллина на Башенной площади выступили более 40 музыкантов из Санкт-Петербурга, Москвы, Риги. Фестиваль прошел при поддержке Администрации Центрального района Таллина. В дальнейшем планируется провести фестиваль в других странах Балтии и развивать фестиваль на европейском уровне.
С 2015 года на фестивале проходит конкурс «Голос Петроджаза», в который входят две номинации — «Голос Петроджаза. Вокалисты» и «Голос Петроджаза. Ансамбли». Конкурсанты оцениваются экспертным жюри во главе с Владимиром Фейертагом.
C 2016 года фестиваль «Петроджаз» — официальный участник Эстонского джазового союза.
Кроме концертов, на фестивале проводятся мастер-классы по джазовому вокалу и игре на джазовых инструментах, танцевальные мастер-классы, а также другие развлекательные мероприятия. «Петроджаз» сотрудничает с университетами Санкт-Петербурга и предоставляет стажировки для студентов. Фестиваль занимается благотворительностью.
Посещаемость фестиваля — от 20 000 зрителей ежегодно.